# Neanura aleo
Neanura aleo är en urinsektsart som beskrevs av Christiansen och Bellinger 1992. Neanura aleo ingår i släktet Neanura och familjen Neanuridae. Inga underarter finns listade i Catalogue of Life.